# 西宮阪急
- 阪急阪神東宝グループ > エイチ・ツー・オーリテイリング > 阪急阪神百貨店 > 阪急百貨店 > 西宮阪急
- 阪急阪神東宝グループ > 阪急阪神不動産 > 阪急西宮ガーデンズ > 西宮阪急

西宮阪急は兵庫県西宮市にある百貨店。阪急阪神百貨店が運営する阪急百貨店の主要店舗で、阪急西宮ガーデンズの核テナントとなっている。

## 概要
2008年（平成20年）11月26日に西宮北口駅前の阪急西宮スタジアム跡地に開業した阪急西宮ガーデンズの核店舗として開業した。当時、そごう神戸店の経営移管や博多阪急の開業の前だったため、阪急阪神百貨店にとっては阪急うめだ本店、阪神梅田本店に次ぐ大型百貨店で最大の支店だった。
現在もこれら都心型の4店舗に次ぐ売上・規模の主要店舗で、兵庫県内でも神戸阪急、大丸神戸店に次ぐ売上のある百貨店である。阪急西宮ガーデンズと共に他店より若い30代が主要顧客であり、約7割のカード会員がうめだ本店と使い分け、相乗効果をもたらしている。
しかし、出店構想から実現までは20年近くを要しており、出店場所も変遷した。

## 出店まで

### 1988年の計画
1988年（昭和63年）10月末に阪急百貨店は西宮北口駅北東部の再開発ビルへの出店を表明した。取締役開発本部長の井上弘一は「市が事業計画を決め、出店を要請してくれば前向きに対処する」と述べ、既に商圏研究などを行っていた。
当時、西宮市では西宮北口駅北東部の3.5ヘクタールを対象に再開発計画を立てており、1986年（昭和61年）の基本計画策定の段階では合計94000平方メートルの再開発ビル2棟を建設する予定だった。この片方の商業ビルには37000平方メートルの百貨店向けスペースが確保されており、1997年（平成9年）開業が目標であった。大井町駅前の大井阪急や千里中央駅前の千里阪急を除いて都心立地の出店を続けてきたところ、ニチイ(のちのマイカル)や西武百貨店などの出店攻勢が続いたため、建設が進む川西阪急や計画中の宝塚店（仮称）に続く郊外店として、阪急沿線の客を囲い込む狙いがあった。

### 球場撤退による見直し

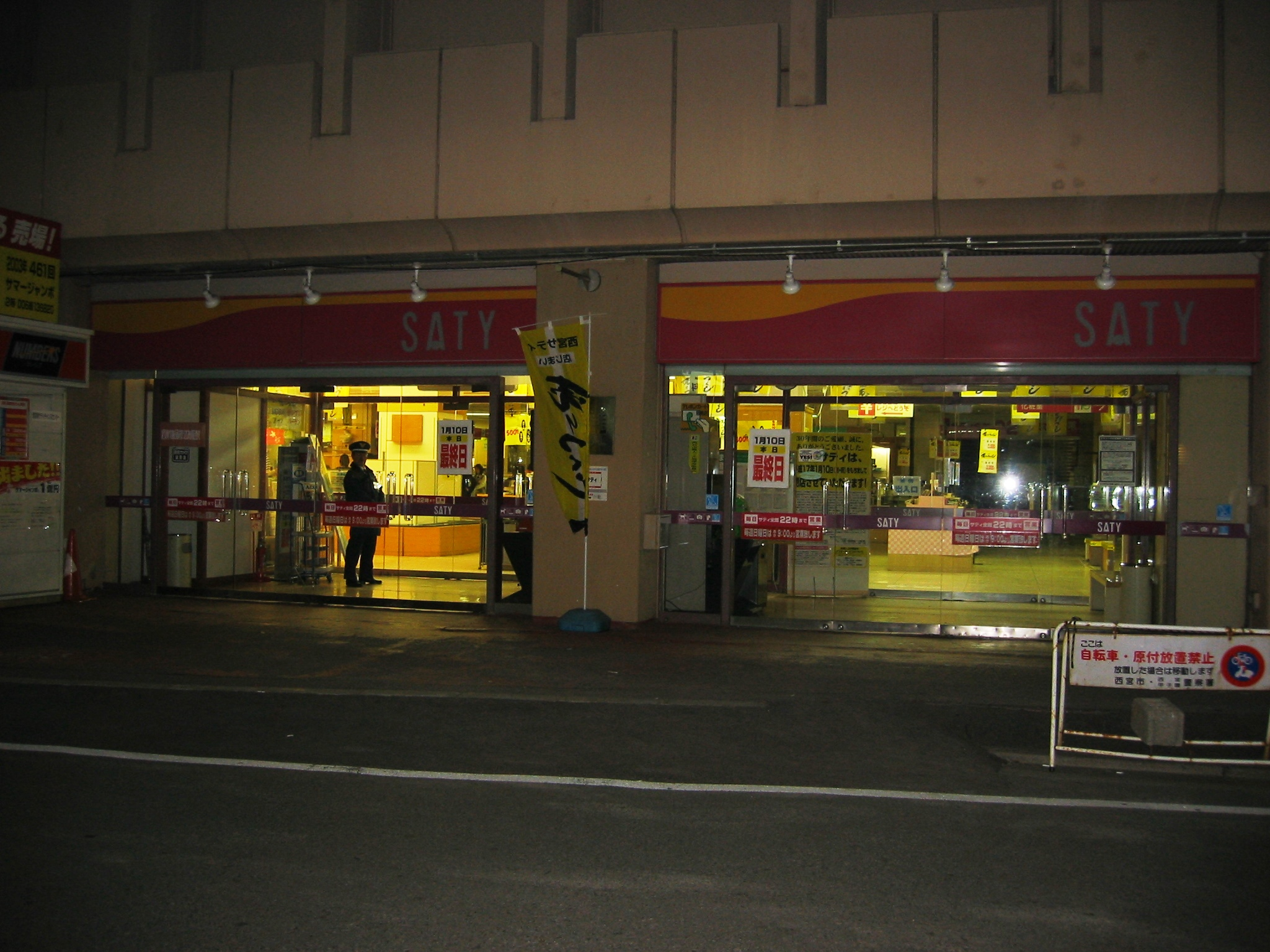
西宮サティ（2005年閉店）

1989年（平成元年）6月に西宮市が西宮北口駅周辺の約67.4ヘクタールを広域商業ゾーン、文化ゾーン、スポーツ&複合レジャーゾーンなど11のゾーンに分け、大型商業施設、芸術文化センター（現在の兵庫県立芸術文化センター）、多目的スタジアムなどを建設し、大阪市と神戸市の陰に隠れていた西宮市を浮上させる計画を立てていた。しかし、1990年（平成2年）8月13日には阪急ブレーブスの後身であるオリックス・ブレーブスが阪急西宮球場からグリーンスタジアム神戸にフランチャイズを移すと決まった。西宮商工会議所の専務理事や西宮市商店市場連盟の会長など蚊からは懸念の声もあったが、これ以前に持ち上がった再開発構想と異なり、西宮球場の存在に縛られず、自由に再開発構想の練り直しができるようになった。
阪急百貨店のほか、阪急電鉄でも系列のホテルなどを入居した複合施設の出店を計画していた。また、西宮北口駅南西に西宮サティを出店していたニチイは周辺の土地を買収して、駐車場などとして使用しつつ、店舗拡張を構想していた。山手幹線の南側に"生活百貨店"と称する新業態の「サティ（SATY）」として移転させて、既存の店舗と北側に県営住宅のあった2.1ヘクタールには兵庫県が建設を進める兵庫県立芸術文化センターと一体の新しい建物を建築し、その下層階にファッションビルのビブレを約30000平方メートルで開業させるものであった。これらの計画は隣接地で考えられていたので、西宮市や兵庫県では西宮北口駅南西部の再開発として一体のプロジェクトとして扱っており、阪急百貨店やニチイの商業施設と兵庫県立芸術文化センターについて一体の設計コンペを行った。
芸術文化センターの建設をはじめとして再開発は1993年から1994年にかけて複数の問題点が出たため、いったん延期となった。「アクタ西宮」の開業を翌年に控えた2000年にはニチイの後身、マイカルが松村石油研究所（現在のMORESCO）が神戸市に移転した本社の跡地7300平方メートルを買収することで、西宮サティ新店舗の用地を完全に確保した。しかし、翌年にマイカルが破産したため移転計画を凍結し、2005年（平成17年）1月に同店は閉店した。その後も再出店の計画があったが、イオングループの経営の厳しさや、当店の開業などの環境の変化を理由に断念した。

### アクタ西宮付近への誘致
西宮市では西宮北口駅北東部の再開発として、東側の百貨店棟と西側の専門店棟を合わせた商業施設の建設を検討した。しかし、都市計画道路で西館と東館に分けられてしまうため、営業面積は1万平方メートルにとどまることになり、他社も含めて百貨店からの反応はなかった。阪神・淡路大震災以後は、駅の北西部に店舗を構えていたコープこうべを移転させて東館の核店舗とし、ほかに東館にはアカチャンホンポ、西館には無印良品などを誘致することになって、2001年（平成13年）4月20日に「アクタ西宮」が開業した。

### 競合他社による市内への出店

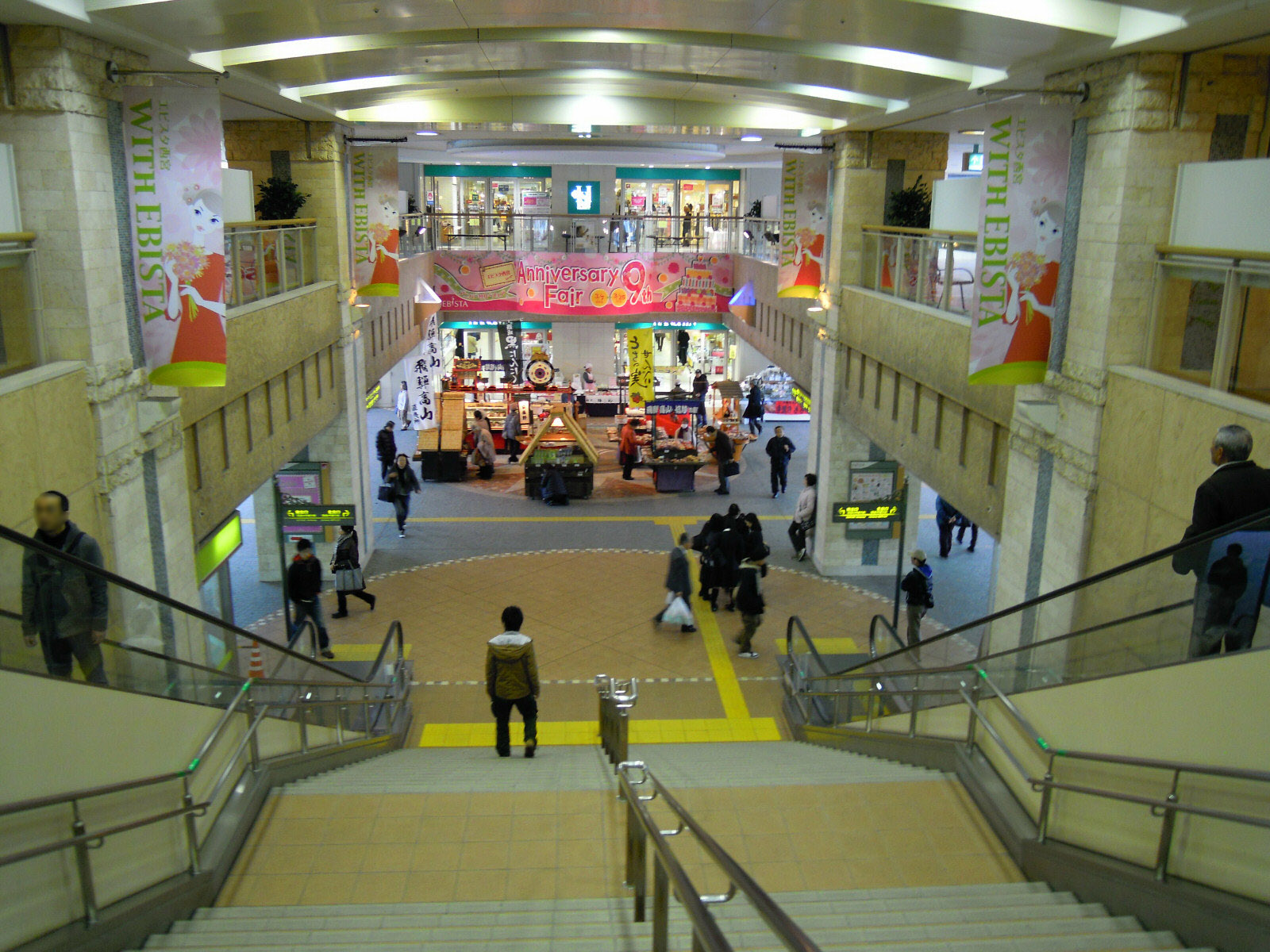
阪神百貨店 阪神・にしのみや

西宮市内では阪急百貨店のほか、三越が苦楽園地区の樋之池町に、髙島屋が西宮マリナシティへの出店を計画しており、髙島屋はローズカレッジ西宮（西宮北口付近）やローズサロン夙川といった小型店舗を開設していた。また、これら動きを警戒したそごうはそごう神戸店の関連施設として「そごうWing苦楽園」を開設した。また、ダイエーグループのプランタン (ダイエーの店舗ブランド)は甲子園駅前の甲陽学院高等学校跡地へ、1993年6月17日にデパート型スーパーのプランタン甲子園を開業した。
しかし、阪神・淡路大震災の発生やバブル経済崩壊の影響もあって、三越や高島屋の出店は実現しなかった。運営会社「プランタンデパート甲子園」が経営不振に陥っていたプランタン甲子園も1995年9月1日付けで、ダイエー直営のスーパーマーケットダイエー甲子園店になった。
一方で、阪神百貨店は親会社の阪神電気鉄道が阪神西宮駅高架下に2003年（平成15年）3月18日に開業したエビスタ西宮内に売場面積4,998m2の阪神・にしのみやを開業し、サテライト店舗やデパート型スーパーを除き、西宮市では初となる百貨店を開業した。当店開業の直前、2008年（平成20年）10月1日に阪急百貨店と阪神百貨店が合併したため、同店も西宮阪急と同じ阪急阪神百貨店の店舗となっている。

### 阪急西宮ガーデンズの計画へ
以前より考えられていた阪急西宮スタジアムの撤退が正式に決まり、駅南東部の再開発に大きく計画が変更されることになった。2005年（平成17年）11月4日、阪急電鉄はスタジアム跡地（約9ha）を活用して、店舗面積2.5haの阪急百貨店、スーパーマーケット、シネマコンプレックスなどが出店する、日本最大級のショッピングセンターを建設することを発表した。 2006年（平成18年）下期に着工、2008年（平成20年）秋の開業を目指す予定という。
2007年（平成19年）4月4日、「阪急西宮ガーデンズ」という名称で開業することが発表された。2008年（平成20年）10月22日、同年11月26日のグランドオープンを発表した。
2008年（平成20年）11月20日、阪急百貨店・イズミヤのカード会員や、「ガーデンズカード」先行入会者からの抽選による当選者向けの内覧会を開催。当日は、あらかじめ送付された招待券の持参者のみが入場できた。翌21日からグランドオープンの前日（25日）まで、「プレオープン」と称して周辺住民向けに営業したが、招待券を持参しなくても入場できるようになっていた。なお、直前の10月1日に株式会社阪急百貨店は株式会社阪神百貨店を合併して株式会社阪急阪神百貨店となり、当店は同社が発足後、初の新店舗となった。

## 開業後

### 開業時のコンセプト
高級住宅地を擁する西宮や芦屋を商圏とする特性を踏まえ、西宮上質生活をコンセプトとした。しかし、うめだ本店との差別化や都心ではない郊外型店としての日常性重視の観点から、メインエントランス周辺には海外高級ブランドではなくアクセサリーや化粧品など身近な雑貨を並べることにした。
子育て中の団塊ジュニア世代らの人口が増えている商圏の特性を踏まえ、うめだ本店を大幅に上回る子供服や玩具の売場を設け、教育熱心で富裕な家庭が多いため玩具売場の取扱商品もテレビアニメのキャラクター玩具は置かずに木製の知育玩具に注力し、子供服売り場に無料で絵本を読めるスペースや育児教室を設置して百貨店から足が遠のいていた団塊ジュニア世代の集客に成功している。
コトコトステージという顧客参加型のイベント広場を各売場に設けて、調理教室や食育、着こなしやコーディネートの講座など取扱商品に関連するイベントを開いて生活シーンや使用価値を提案する仕組みをはじめて導入したところ、成功し、博多阪急にも展開されたほか、全館開業後のうめだ本店でも展開している。
また、当店での地方物産展開催に合わせて西宮ガーデンズ内のカフェでその物産を使ったメニューを出すなど、ショッピングセンター内の他店と連携したイベント展開を行った。

### 翌年以降も売上が上昇
このような効果もあって、開業初年度の売上高が最多というケースがほとんどの郊外型ショッピングセンターの常識を覆し、阪急西宮ガーデンズの売上高は初年度の約659億円から開業2年目に約676億円へ伸びた。当店のほかにも都市型ファッションブランドを入居するのに対し、集客力のあるファストフード店やアミューズメントコーナーをあえて入れないことで高級感を演出し、西宮市内のほか、神戸市東灘区なども商圏に取り込み、三宮などに行っていたような顧客の獲得にも成功した。グランフロント大阪が開業した2013年春以降は伸び悩んだものの、2012年度の西宮ガーデンズ売上高は当店を含めて736億円にまで至った。
当店も2010年（平成22年）3月期の売上高約191.9億円から2011年（平成23年）3月期は売上高約217.63億円、2012年（平成24年）3月期で前期比6.6%増の売上高約231.97億円とリーマンショック後の消費低迷の状況にもかかわらず2010年（平成22年）1月以降27ヶ月連続で前年を上回って売上を伸ばしている。2018年当時、当店店長だった杉崎聡によると、消費税増税の年以外は継続的に売上を伸ばしている。
一方、そごう神戸店は当店に阪神間の顧客を奪われて年々売上が減少し、2016年（平成28年）にエイチ・ツー・オー リテイリング傘下に入り、2019年（令和元年）に同じ阪急阪神百貨店が運営する神戸阪急となった。また、期中に当店が開業した2009年（平成21年）3月期には年間売上高約102.88億円あった宝塚阪急も2014年（平成26年）と2022年（令和4年）の2度にわたって直営売場を縮小し、2022年夏には食品売場以外のテナント化を図った。このように、阪急今津線沿線から当店が集客した煽りを受け、不振に陥る施設も現れている。

### 組織体制について
2011年春、うめだ本店、MENS OSAKA、MENS TOKYO、博多阪急、阪神梅田本店といった都心店が第一店舗事業部、当店や宝塚・川西・千里といった阪急百貨店の支店が第二店舗事業部、阪神百貨店の支店、都筑阪急（モザイクモール港北）やハーバーランドの神戸阪急など残りの阪急百貨店各支店が第三店舗事業部に分割された。第二店舗事業部では販売部門と商品部門を分けて各々の責任を明確化する体制へ移行した。
しかし、のちに、神戸阪急（現店舗）を含めた阪急百貨店の都心店が第1店舗グループ、阪神百貨店全店が第2店舗グループ、当店や高槻阪急を含む阪急百貨店の郊外店全てが第3店舗グループに再編されている。この際、当店より先に開業したものの、当店に比べて小規模な三田阪急についても当店の分館扱いとなった。なお、阪急百貨店ではうめだ本店・メンズ大阪で売上高や入店客数を合算している。兵庫県で同様の例として、大丸神戸店と須磨店や芦屋店の関係がある。

### 継続的な改装の実施
2016年（平成28年）には2億4000万円を投じ、開業以来初となる本格的な改装を行った。広域集客を行う阪急うめだ本店と使い分けるカード会員が約7割ということもあり、高級ブランドの集積などで広域集客する同店と差別化を図るためである。2階奥に新設した自主編集売場「アジュール・エ・ブラン」（約120平方メートル）は、日常生活をおしゃれに楽しむ「タウンリゾート」をテーマに海外の高級ブランドから国内のカジュアルブランドまで価格帯に関係なく様々な商品を集めた。3階では「パリの街角」をイメージした円形の広場の周りに、神戸で人気のカフェや3つの雑貨店を開設した。これらの売場は2月26日までに順次オープンした。
2017年（平成29年）3月8日、２階の婦人服売場の中央に、「パンのあるおしゃれな暮らし」をテーマに、食材やキッチン雑貨を並べる「メゾン・サントノレ」をオープンした。パン用の小麦粉やジャム、食器などを並べた。バッグや靴を売っていた場所を改装したもので、「暮らし方もファッションの一部ととらえている。結果的に服も買いたくなってもらえれば」という狙いがある。30～40代の子育て世代を狙ってリニューアルしたバッグ・靴売り場と合わせ、売上高の前年比3割増を目指した。
2018年（平成30年）11月7日、スヌーピーらの登場する漫画「ピーナッツ」のコンセプトショップ「Peanuts LIFE & TIMES」が4階にオープンした。西宮阪急のメイン顧客層でもある「宮ママ」と呼ばれる西宮市周辺の子育て中の女性は洗練された都会的な感性、代々受け継がれる成熟した日常スタイルを持っており、子育てや家事などに追われながらも、癒しや潤い、楽しさを求めている。彼女らのニーズにこたえるよう、百貨店らしさを活かした当店独自のピーナッツ商品をそろえている。「クオリティを感じること」「キャラクター性よりも理念を感じられること」「ウィットに富んでいること」の『大人ピーナッツ３箇条』に従った商品を開発し、450種類ほどの商品のうち、70種類が当店オリジナルである。

## フロア構成
| 階 | フロア概要                                                |
| -- | --------------------------------------------------------- |
| 4F | 紳士服・ベビー・子供服・アウトドアライフ 阪急ハロードッグ |
| 3F | 婦人服・ウェルネスデイズ                                  |
| 2F | 婦人服・軽症品・婦人服飾雑貨                              |
| 1F | 食料品 家庭用品 催場                                      |

### 新聞記事
1. 1 2 3  “阪急西宮ガーデンズがオープン 開店前から列”. 朝日新聞 (朝日新聞社). (2008年11月26日)
2. 1 2 3 4 5 6  吉野太一郎、多賀谷克彦 (2008年11月25日). “阪急西宮ガーデンズ、開業へ 阪神間の高級志向を刺激”. 朝日新聞 (朝日新聞社)
3. 1 2  “西宮阪急を大規模改装　婦人服テコ入れ”. 日本経済新聞（電子版） (日本経済新聞社). (2016年3月1日)
4. 1 2  “阪急百貨店、西宮北口駅に出店検討―駅前再開発の核店舗に”. 日本経済新聞 (日本経済新聞社). (1988年10月27日)
5. ↑  “西宮市、「複合都市」に弾み、オリックス球団の神戸移転―多目的スタジアム計画も”. 日本経済新聞 (日本経済新聞社). (1990年8月14日)
6. ↑  “西宮北口駅前再開発、複合施設の阪急電鉄案―高級ホテルや生活提案施設”. 日本経済新聞 地方経済面 近畿A 9面 (日本経済新聞社) (1992年5月3日)
7. 1 2  “マイカル、西宮北口出店を断念、大型商業施設用地を売却”. 日本経済新聞 (日本経済新聞社)　46面 (2010年6月15日)
8. ↑  “商業施設含め設計コンペ、西宮北口駅の芸術文化センター―兵庫県 海外の応募も検討”. 日本経済新聞 地方経済面 近畿C 27面 (日本経済新聞社) (1991年1月9日)
9. ↑  “複合施設、工期を2分、兵庫芸術センター先行、98年秋完成”. 日本経済新聞 地方経済面 近畿C 27面 (日本経済新聞社) (1994年2月17日)
10. ↑  “西宮に一大商業地―マイカル、2店目 再開発ビルにジュンク堂”. 日本経済新聞 10面 (日本経済新聞社) (2000年7月27日)
11. ↑  “マイカル、西宮サティ移転と難波駅前大型ビル計画ともに当面凍結と決る”. タイハン特報 (大量販売新聞社). (2001年9月10日)
12. ↑  “西宮サティが撤退 来年1月 老朽化と競争激化で”. 神戸新聞 (神戸新聞社). (2004年10月19日)
13. ↑  “西宮の震災復興ビル開業、新開地の「聚楽館」復活” 神戸新聞 (神戸新聞社). (2001年4月20日)
14. 1 2 3 4  “博多阪急、駅ビルに開業、絶好立地、奇策で挑む、高級婦人服・外商なし”. 日経MJ (日本経済新聞社). (2011年3月4日){{cite news}}:  CS1メンテナンス: 先頭の0を省略したymd形式の日付 (カテゴリ)
15. 1 2  “西宮ガーデンズ、売上高676億円 「2年目減少」の常識覆す”. 産経新聞 (産経新聞社). (2011年2月21日){{cite news}}:  CS1メンテナンス: 先頭の0を省略したymd形式の日付 (カテゴリ)
16. ↑  “「上質」固定客つかむ　阪急西宮ガーデンズ５周年、売り上げ年７００億円超　／兵庫県”. 朝日新聞 (朝日新聞社). (2013年11月27日)
17. ↑  “百貨店、「暮らし」で攻める春　婦人服売り場に雑貨・カフェ　【大阪】”. 朝日新聞 (朝日新聞社). (2017年3月23日)